# Houdelmont
Houdelmont est une commune française située dans le département de Meurthe-et-Moselle en région Grand Est.

## Géographie

### Localisation
Houdelmont est située à proximité de Vézelise entouré pour moitié de collines autour de plusieurs ruisseaux et pour l'autre moitié d'une plaine d'environ 200 hectares vers Houdreville et Autrey. La commune est traversée par la route départementale D 50 qui relie Xeuilley à Vézelise.
Houdelmont est à 23 kilomètres au sud-ouest de Nancy et à 7 kilomètres au nord de Vézelise.

### Communes limitrophes
Le territoire de la commune est limitrophe de six communes.  
| Thélod              | Xeuilley    | Pierreville |
| Parey-Saint-Césaire | Houdelmont  | Autrey      |
|                     | Houdreville |             |

### Hydrographie
La commune est dans le bassin versant du Rhin au sein du bassin Rhin-Meuse. Elle est drainée par le ruisseau d'Athenay, le ruisseau de Large Fontaine et le ruisseau de Rouau,.

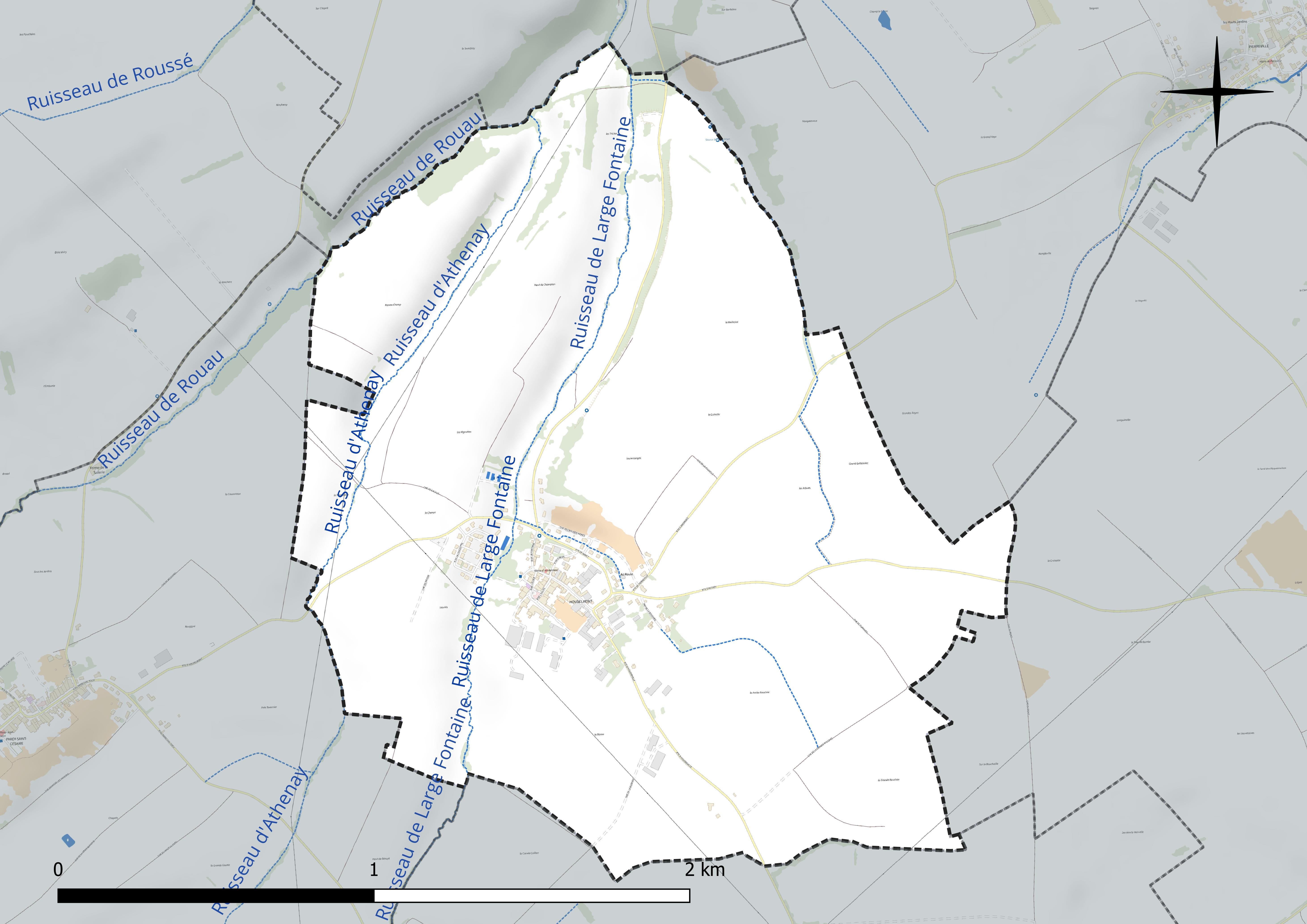
Réseau hydrographique d'Houdelmont.

### Climat
Pour des articles plus généraux, voir Climat du Grand Est et Climat de Meurthe-et-Moselle.
En 2010, le climat de la commune est de type climat des marges montargnardes, selon une étude du Centre national de la recherche scientifique s'appuyant sur une série de données couvrant la période 1971-2000. En 2020, Météo-France publie une typologie des climats de la France métropolitaine dans laquelle la commune est exposée à un climat semi-continental et est dans la région climatique  Lorraine, plateau de Langres, Morvan, caractérisée par un hiver rude (1,5 °C), des vents modérés et des brouillards fréquents en automne et hiver. 
Pour la période 1971-2000, la température annuelle moyenne est de 9,5 °C, avec une amplitude thermique annuelle de 17 °C. Le cumul annuel moyen de précipitations est de 840 mm, avec 12,2 jours de précipitations en janvier et 9,4 jours en juillet. Pour la période 1991-2020, la température moyenne annuelle observée sur la station météorologique de Météo-France la plus proche, « Nancy-Ochey », sur la commune d'Ochey à 12 km à vol d'oiseau, est de 10,5 °C et le cumul annuel moyen de précipitations est de 810,4 mm. 
La température maximale relevée sur cette station est de 39,6 °C, atteinte le 25 juillet 2019 ; la température minimale est de −19,1 °C, atteinte le 12 janvier 1987,,. 
Les paramètres climatiques de la commune ont été estimés pour le milieu du siècle (2041-2070) selon différents scénarios d'émission de gaz à effet de serre à partir des nouvelles projections climatiques de référence DRIAS-2020. Ils sont consultables sur un site dédié publié par Météo-France en novembre 2022.

### Typologie
Au 1er janvier 2024, Houdelmont est catégorisée commune rurale à habitat dispersé, selon la nouvelle grille communale de densité à sept niveaux définie par l'Insee en 2022.
Elle est située hors unité urbaine. Par ailleurs la commune fait partie de l'aire d'attraction de Nancy, dont elle est une commune de la couronne,. Cette aire, qui regroupe 353 communes, est catégorisée dans les aires de 200 000 à moins de 700 000 habitants,.

### Occupation des sols
L'occupation des sols de la commune, telle qu'elle ressort de la base de données européenne d’occupation biophysique des sols Corine Land Cover (CLC), est marquée par l'importance des territoires agricoles (93,2 % en 2018), une proportion identique à celle de 1990 (93,2 %). La répartition détaillée en 2018 est la suivante : terres arables (58,1 %), prairies (35,1 %), zones urbanisées (6,8 %). L'évolution de l’occupation des sols de la commune et de ses infrastructures peut être observée sur les différentes représentations cartographiques du territoire : la carte de Cassini (XVIIIe siècle), la carte d'état-major (1820-1866) et les cartes ou photos aériennes de l'IGN pour la période actuelle (1950 à aujourd'hui).

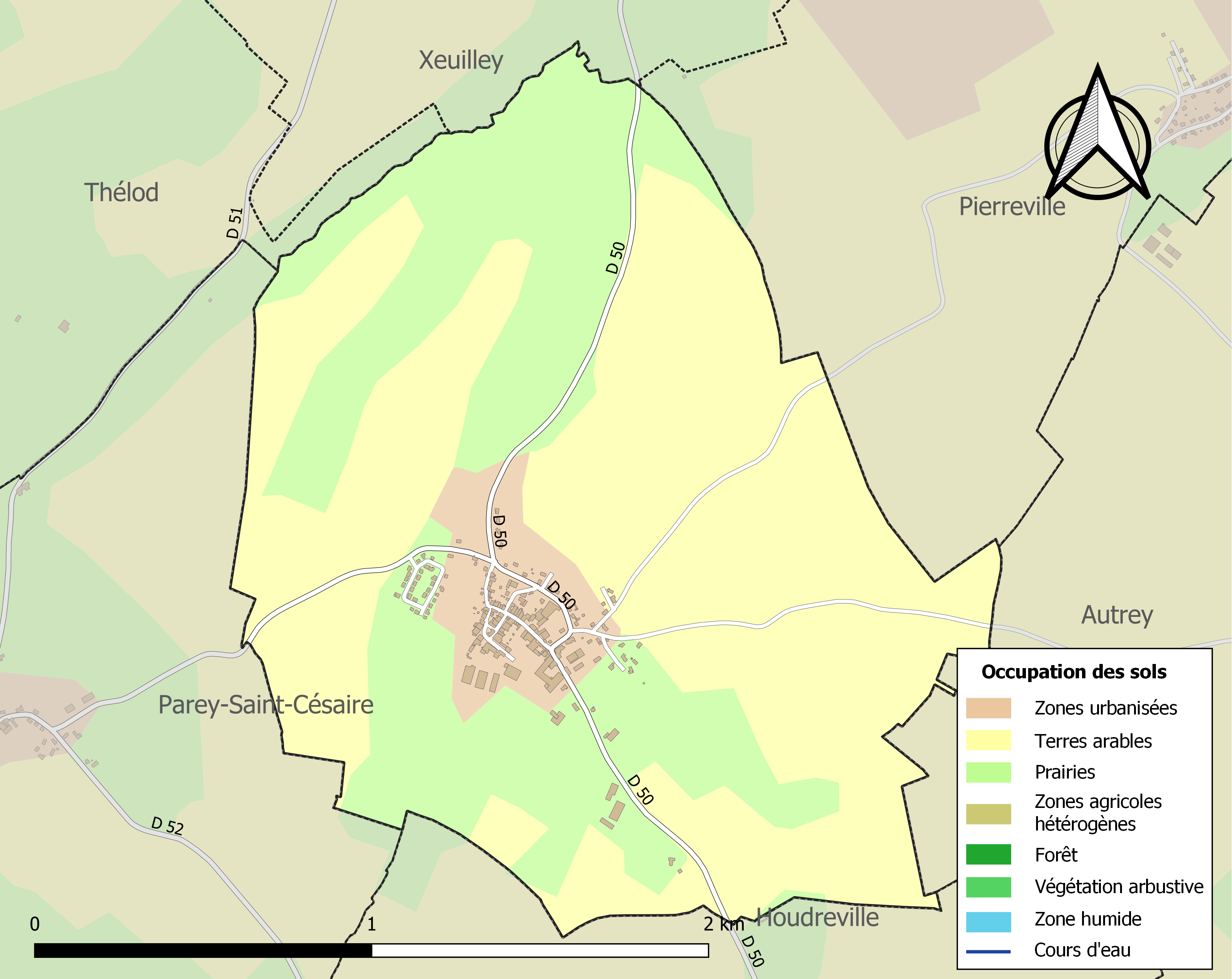
Carte des infrastructures et de l'occupation des sols de la commune en 2018 (CLC).

## Toponymie
Le fief de Vitrey relevait du comté de Vaudémont et possédait de nombreuses appellations d'après le relevé d'Henri Lepage : Huldenimons en 1094, Alodium in Holdenmont entre 1127 et 1168, Houdemmont en 1220, Hodemont en 1257, Houdemont en 1270, Houdainmont-on-Saintois en 1301, Hourdemont en 1400, Hodemons en 1402, Holdemont en 1427, Holdelmont en 1573 et Houdelmont, terme définitif, en 1597. Ne pas confondre avec Houdemont qui a eu les mêmes appellations au XVIe siècle.

## Histoire
- Une présence gallo-romaine est révélée par l'existence au lieu-dit la Bouchaille de ruines et de tuiles antiques ainsi que par la découverte Aux Hierres, vers 1850, d'un pot avec des monnaies romaines[15].
- Au Moyen Âge, Houdelmont est déjà cité avec la présence d'une cure au XIe siècle et d'un franc--alleu au XIIe siècle[15],[16].
- À l'époque moderne, le village est dépeuplé pendant la guerre des Suédois. L'église paroissiale Saint-Epvre fut bâtie probablement au XVe siècle puis remaniée à diverses époques. Un château du XVIIe siècle, en fait une maison seigneuriale, est converti en maison de ferme après l'émigration du comte de Mortal[15],[16].

## Politique et administration

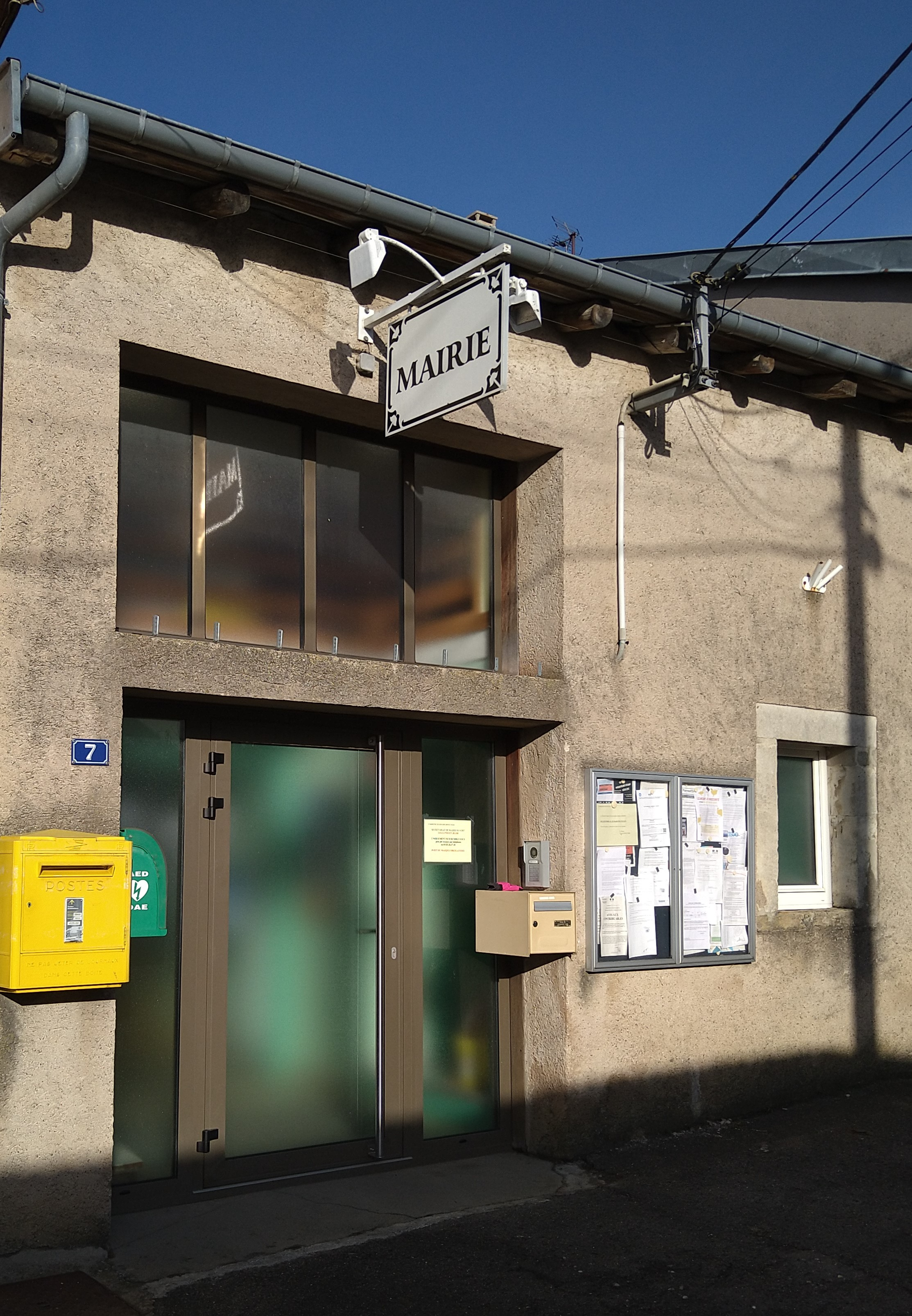
Mairie de Houdelmont.

| Période                                  | Période  | Identité                | Étiquette | Qualité    |
| ---------------------------------------- | -------- | ----------------------- | --------- | ---------- |
| Les données manquantes sont à compléter. |          |                         |           |            |
| juillet 2023                             | En cours | Vincent SCHROTZENBERGER |           | Professeur |

## Population et société

### Démographie
L'évolution du nombre d'habitants est connue à travers les recensements de la population effectués dans la commune depuis 1793. Pour les communes de moins de 10 000 habitants, une enquête de recensement portant sur toute la population est réalisée tous les cinq ans, les populations de référence des années intermédiaires étant quant à elles estimées par interpolation ou extrapolation. Pour la commune, le premier recensement exhaustif entrant dans le cadre du nouveau dispositif a été réalisé en 2005.

En 2022, la commune comptait 350 habitants, en évolution de +60,55 % par rapport à 2016 (Meurthe-et-Moselle : −0,13 %, France hors Mayotte : +2,11 %).
| 1793 | 1800 | 1806 | 1821 | 1831 | 1836 | 1841 | 1846 | 1851 |
| ---- | ---- | ---- | ---- | ---- | ---- | ---- | ---- | ---- |
| 172  | 197  | 231  | 227  | 240  | 231  | 246  | 264  | 245  |

| 1856 | 1861 | 1872 | 1876 | 1881 | 1886 | 1891 | 1896 | 1901 |
| ---- | ---- | ---- | ---- | ---- | ---- | ---- | ---- | ---- |
| 230  | 233  | 227  | 217  | 182  | 189  | 195  | 190  | 185  |

| 1906 | 1911 | 1921 | 1926 | 1931 | 1936 | 1946 | 1954 | 1962 |
| ---- | ---- | ---- | ---- | ---- | ---- | ---- | ---- | ---- |
| 180  | 150  | 154  | 152  | 153  | 165  | 148  | 158  | 148  |

| 1968 | 1975 | 1982 | 1990 | 1999 | 2005 | 2006 | 2010 | 2015 |
| ---- | ---- | ---- | ---- | ---- | ---- | ---- | ---- | ---- |
| 158  | 175  | 202  | 189  | 191  | 195  | 199  | 239  | 224  |

| 2020 | 2022 | - | - | - | - | - | - | - |
| ---- | ---- | - | - | - | - | - | - | - |
| 320  | 350  | - | - | - | - | - | - | - |

### Enseignement
- École maternelle et garderie périscolaire.

## Économie
Houdelmont est une commune rurale dont une partie importante de son territoire est exploitée par l'agriculture. Dans Statistique agricole de l'arrondissement de Nancy, Edouard Bécus note en 1872 que Houdelmont est un petit territoire de 318 hectares seulement de très bonnes terres avec 6 hectares de prés naturels bien que son sol, de formation lias inférieur, soit de première qualité.
En 2020, l'INSEE donne 5 % d'emplois pour l'agriculture, 31 % pour la construction, 48 % pour le commerce, le transport et les services et 15 % pour l'administration, santé, enseignement, et actions sociales.
En 2022, une vingtaine d'entreprises occupent les secteurs de la culture de céréales, l'élevage, la menuiserie, le bâtiment, les services aux entreprises ou les services pour l'immobilier,.

## Culture locale et patrimoine

### Lieux et monuments
- Église paroissiale Saint-Epvre à fronton ogival ornementé. Vestiges romans dans le mur sud de la nef, à l'ouest, et la partie basse du gros œuvre de la tour ; nef à deux travées de la fin de l'époque gothique ; avant-chœur vouté sur nervures toriques plus ancien que le chœur reconstruit en 1850[25].

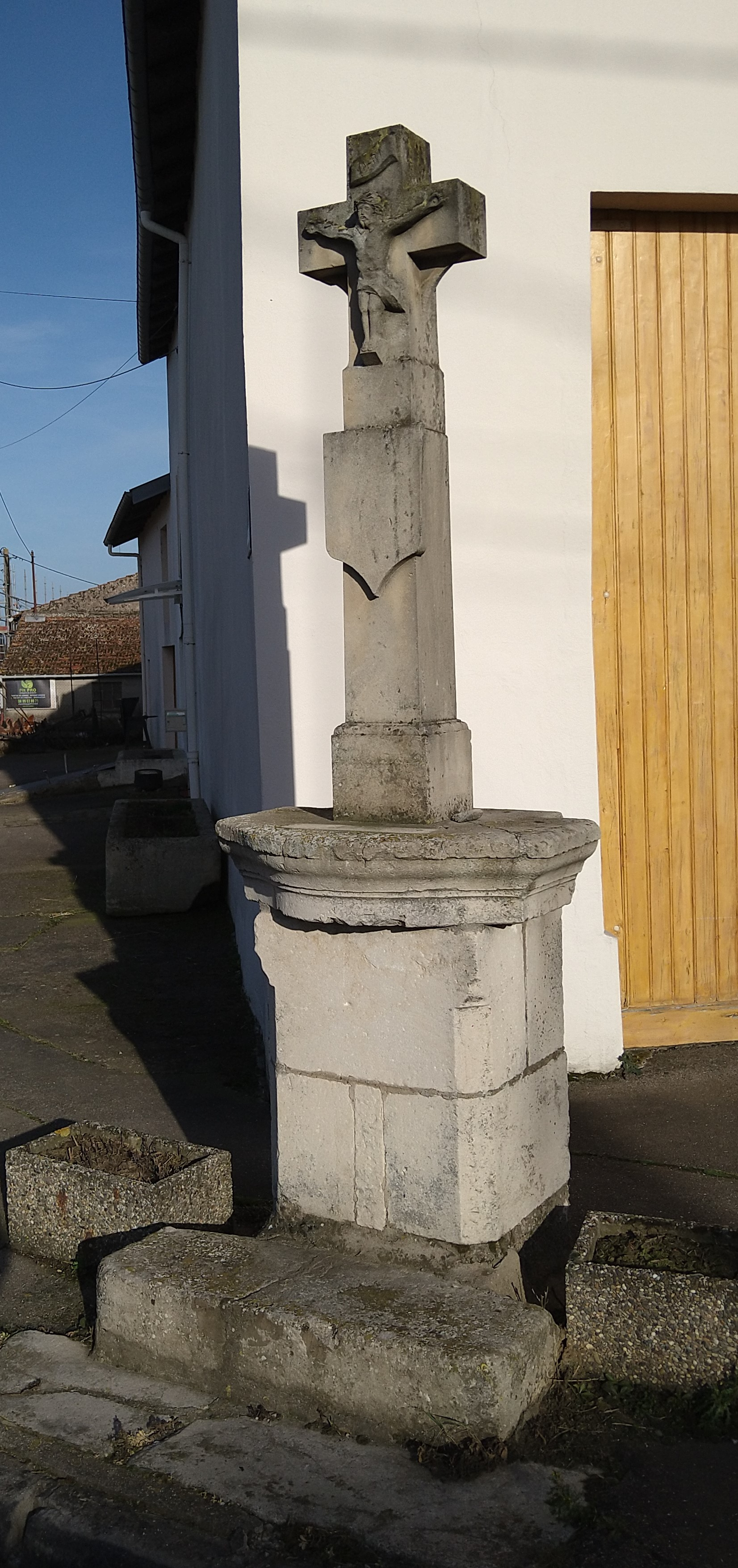
Calvaire.
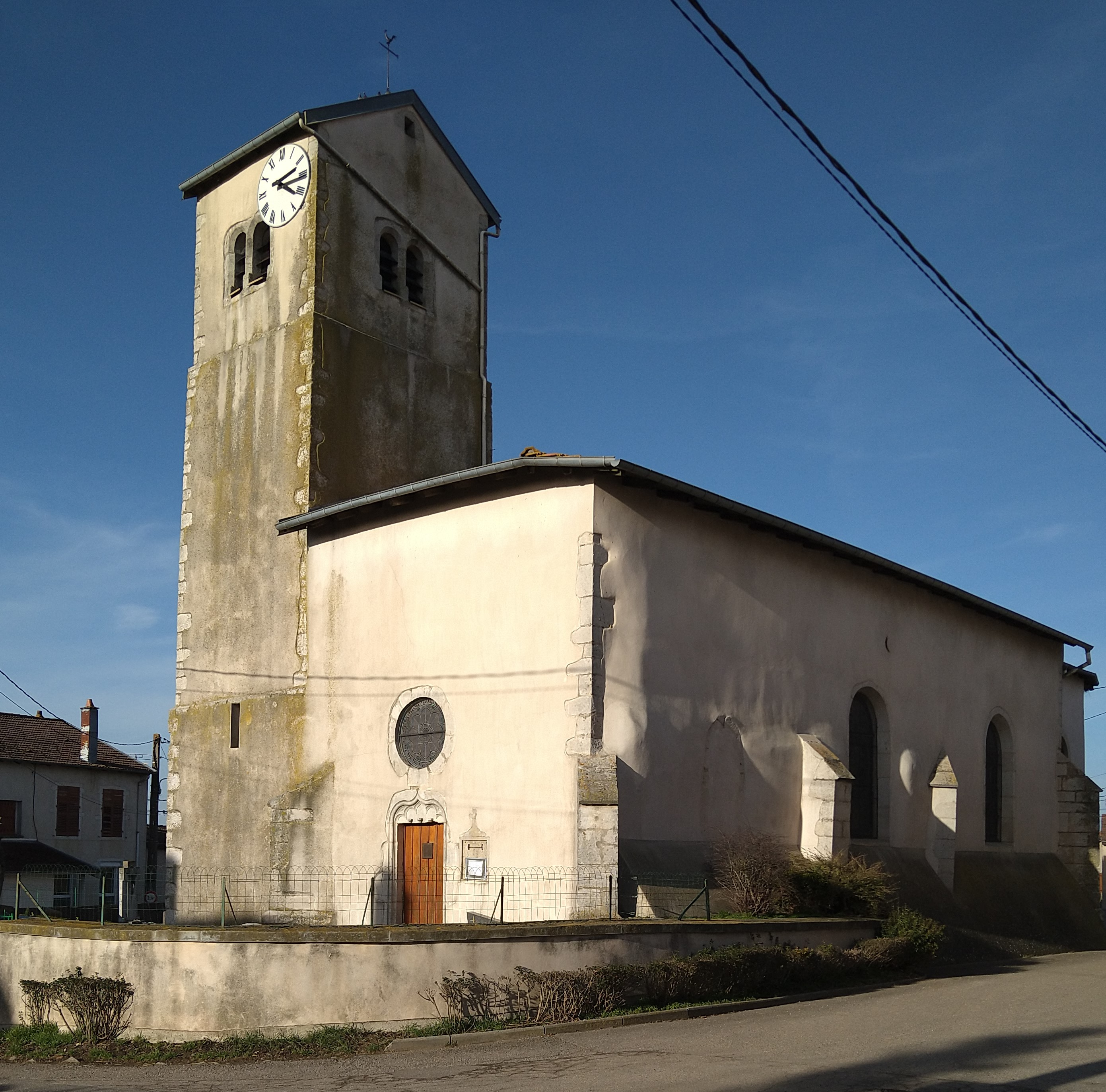
Église Saint-Epvre.

### Héraldique, logotype et devise
| Blason de Houdelmont | Blason  | Burelé d'argent et de sable ; au chef d'azur chargé d'un cheval issant d'argent. |
| Blason de Houdelmont | Détails | Le statut officiel du blason reste à déterminer.                                 |